# گیتی‌نما
گیتی‌نما (cosmorama) نمایشی است از مناظر بخش‌های گوناگون جهان که با بهره‌گیری از آینه، لنز، و نورپردازی سعی در واقع‌نمایی این مناظر در یک‌جا شده‌است. تصاویر این مناظر بیشتر به صورت ژرفانما هستند و تصاویر انتخاب شده معمولاً مربوط به نقاط مهم و دیدنی کشورهای جهان است.
یک گیتی‌نمای معروف در سده نوزدهم در خیابان ریجنت لندن برپا بود که در آن عموم می‌توانستند صحنه‌ها و اشیایی را از سرزمین‌های دوردست به‌وسیله دستگاه‌های نوری که تصاویر را بزرگ‌نمایی می‌کرد تماشا کنند. در این حالت، گیتی‌نما قابل مقایسه با شهر فرنگ در ایران بوده‌است.

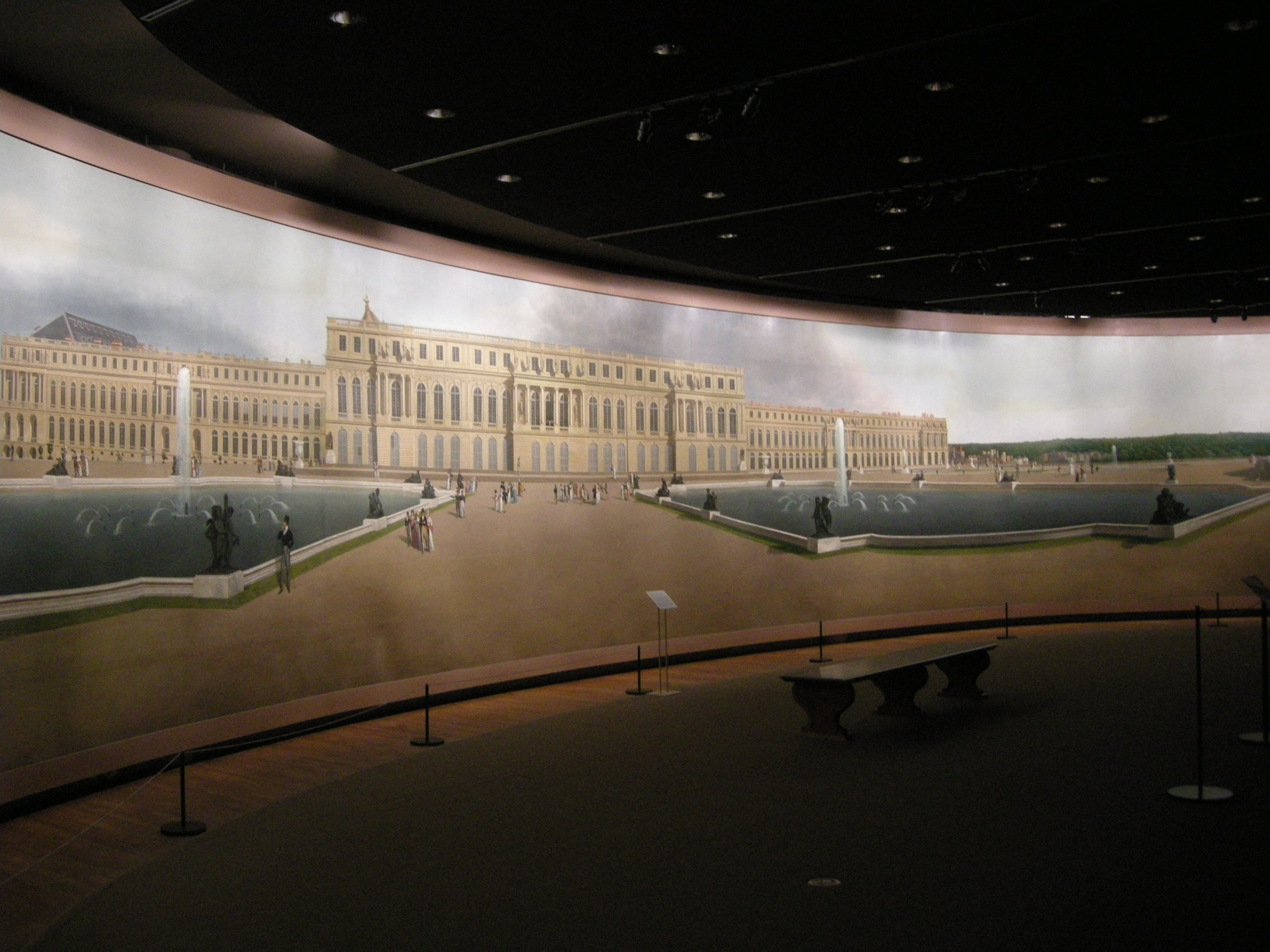
گیتی‌نمای کاخ ورسای (۱۸۱۹-۱۸۱۸) که زمانی در  پارک شهرداری نیویورک برپا بود و امروزه در موزه متروپولیتن نیویورک جای گرفته‌است.
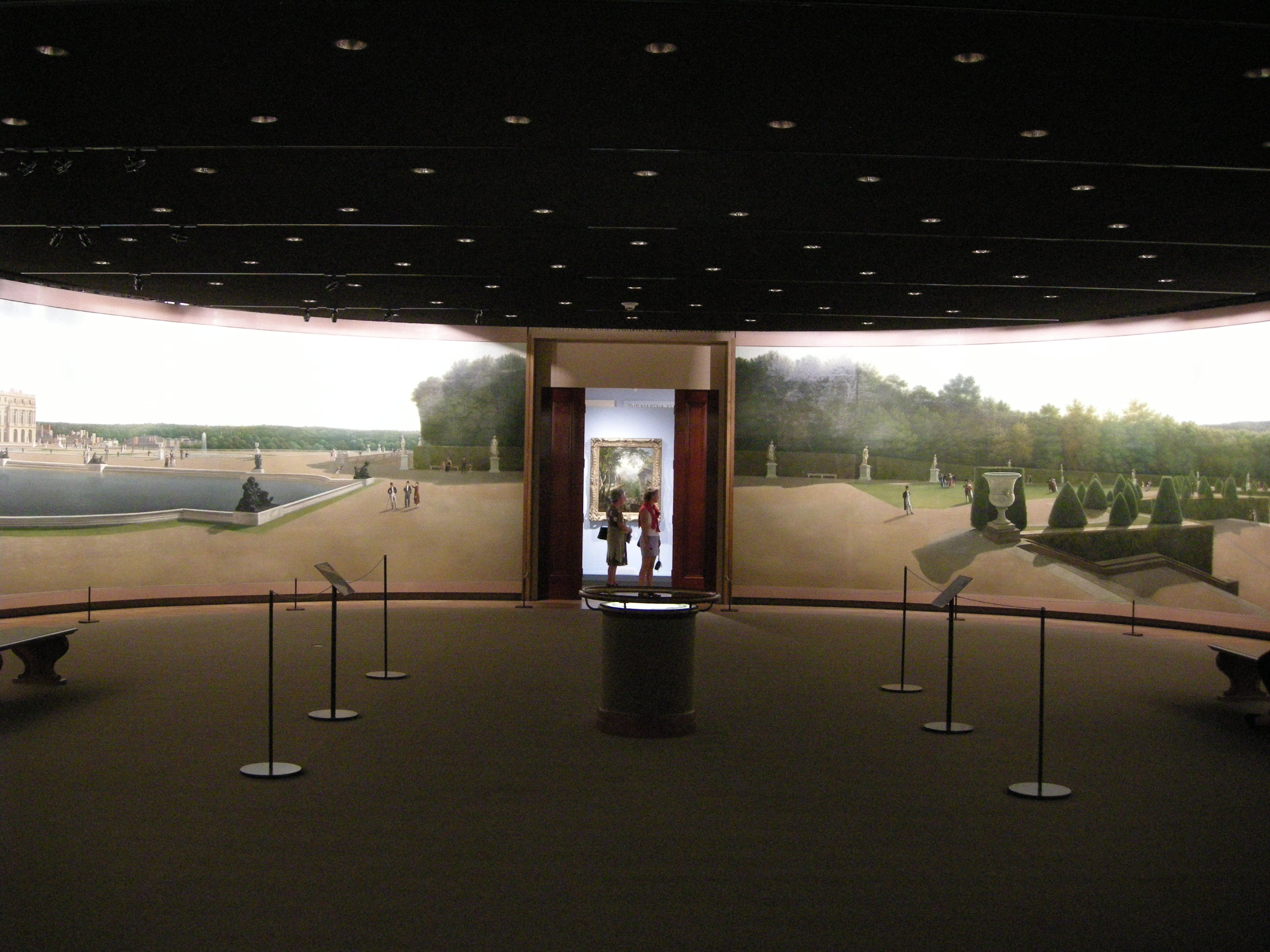
گیتی‌نمای کاخ ورسای (۱۸۱۹-۱۸۱۸) که زمانی در  پارک شهرداری نیویورک برپا بود و امروزه در موزه متروپولیتن نیویورک جای گرفته‌است.
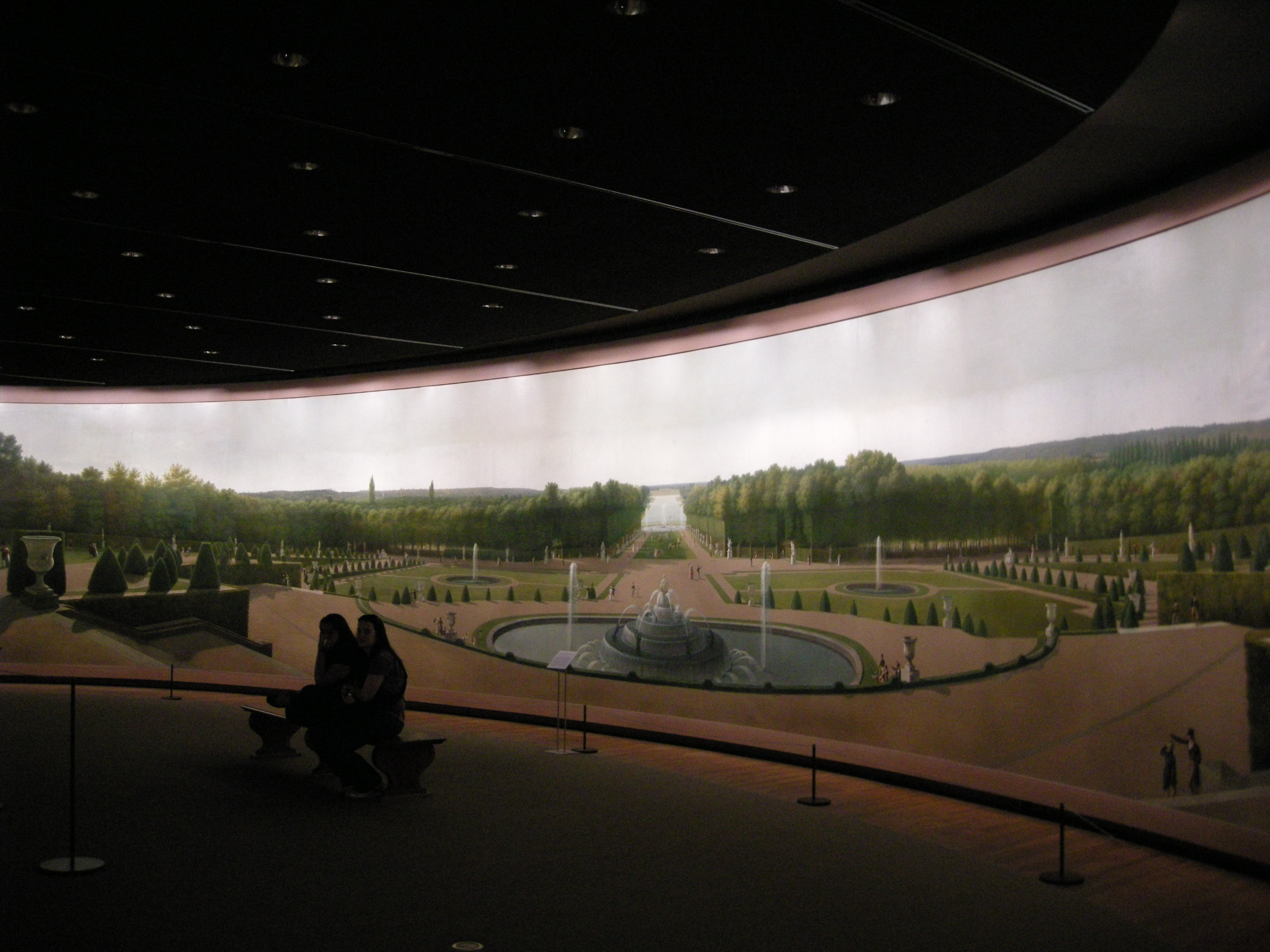
گیتی‌نمای کاخ ورسای (۱۸۱۹-۱۸۱۸) که زمانی در  پارک شهرداری نیویورک برپا بود و امروزه در موزه متروپولیتن نیویورک جای گرفته‌است.